# Oglasa hypenoides
Oglasa hypenoides är en fjärilsart som beskrevs av Moore 1881. Oglasa hypenoides ingår i släktet Oglasa och familjen nattflyn. Inga underarter finns listade i Catalogue of Life.